# Эспоэ
Эспоэ́ (фр. Espoey) — коммуна во Франции, находится в регионе Аквитания. Департамент — Атлантические Пиренеи. Входит в состав кантона Валле-де-л’Ус и дю Лагуэн. Округ коммуны — По.
Код INSEE коммуны — 64216.

## География

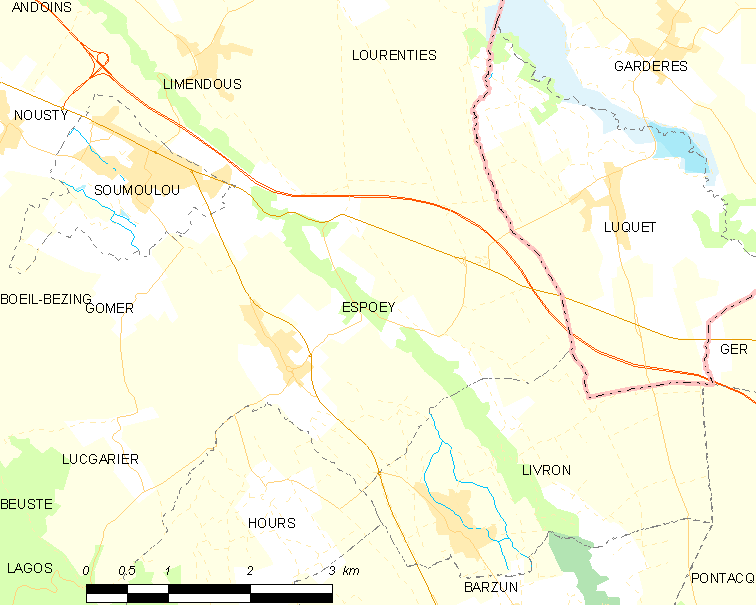
Карта коммуны

Коммуна расположена приблизительно в 660 км к югу от Парижа, в 185 км южнее Бордо, в 18 км к востоку от По.
По территории коммуны протекает река Ус.

### Климат
Климат тёплый океанический. Зима мягкая, средняя температура января — от +5°С до +13°С, температуры ниже −10 °C бывают редко. Снег выпадает около 15 дней в году с ноября по апрель. Максимальная температура летом порядка 20-30 °C, выше 35 °C бывает очень редко. Количество осадков высокое, порядка 1100 мм в год. Характерна безветренная погода, сильные ветры очень редки.

## Население
Население коммуны на 2010 год составляло 1025 человек.
| 1962 | 1968 | 1975 | 1982 | 1990 | 1999 | 2010 |
| ---- | ---- | ---- | ---- | ---- | ---- | ---- |
| 554  | 591  | 556  | 642  | 677  | 824  | 1025 |

## Администрация
| Период | Период | Фамилия         | Партия | Примечания |
| ------ | ------ | --------------- | ------ | ---------- |
| 1995   | 2001   | Филипп Лаба     |        |            |
| 2001   | 2020   | Жан-Пьер Баррер |        |            |

## Экономика
В 2010 году среди 637 человек трудоспособного возраста (15-64 лет) 470 были экономически активными, 167 — неактивными (показатель активности — 73,8 %, в 1999 году было 65,6 %). Из 470 активных жителей работали 430 человек (232 мужчины и 198 женщин), безработных было 40 (20 мужчин и 20 женщин). Среди 167 неактивных 53 человека были учениками или студентами, 60 — пенсионерами, 54 были неактивными по другим причинам.

## Достопримечательности
- Церковь Св. Викентия (1844 год)[4]